# Kathrin Clara Jantke
Kathrin Clara Jantke, eigentlich Kathrin Jantke (* 8. September 1977 in Altdöbern), ist eine deutsche Sängerin und Singer-Songwriterin. Der Künstlername Clara leitet sich von dem Namen ihrer Großmutter Klara Jantke ab.

## Leben
Kathrin Clara Jantke wuchs in Vetschau/Spreewald auf. Sie besuchte von 1983 bis 1990 die 2. Polytechnische Oberschule in Vetschau und von 1990 bis 1993 das Niedersorbische Gymnasium Cottbus. 1994 wechselte sie zum Albert-Schweitzer-Gymnasium nach Vetschau, an dem sie 1997 das Abitur ablegte.
2012 lernte sie den Fotokünstler und Filmemacher Walter Schönenbröcher kennen, mit dem sie ein gemeinsames Fotostudio in Cottbus aufbaute und neben der Musik als Fotografin arbeitet. Seit September 2016 sind sie verheiratet.
2017 ging Jantkes Blog www.clara-werden.de online, in dem sie ihren Weg als Musikerin und als Mensch dokumentiert. Sie arbeitet mit dem Reisemagazin Urlaubsreich aktiv zusammen und veröffentlicht dort als „Clara aktiv“ Artikel aus ihrem Blog. Sie tritt mit Konzerten auf und gibt Singer-Songwriter-Workshops für junge Musiker.

## Musik
Sie lernte elf Jahre lang am Konservatorium Cottbus Klavier, fünf Jahre klassischen Gesang und modernen Gesang.  Mit 17 Jahren begann sie, eigene Songs zu schreiben, zehn Jahre sang sie in einer Coverband. Von 1997 bis 2005 arbeitete sie als Musiklehrerin für musikalische Früherziehung, als Moderatorin für shop24direct sowie als freie Redakteurin und Moderatorin für einen Regionalsender und wirkte bei Tonstudioarbeiten und Werbespotproduktionen mit.
Im Jahr 2000 gewann sie mit ihrem damaligen Gesangspartner Danny Heims (heute Radfan) die Casting-Show „Stimme 2000“ unter Schirmherr und Moderator Peter Sebastian, in der auch Yvonne Catterfeld und Mike Kraus als Finalisten auftreten. Als Duo „There for you“ belegten Radfan und Jantke den zweiten Platz bei der „Internationalen Poptrophäe 2001/2002“ in Aachen.
2005 tourte Jantke als Sängerin auf einem Kreuzfahrtschiff; sie absolvierte 2006 ein Praktikum beim Rhein-Neckar Fernsehen in Mannheim und arbeitete als Promoterin bei virtual Nights. Seit 2007 ist sie deutschlandweit als Entertainerin mit verschiedenen Solo-Programmen aus den Bereichen Evergreens, Kleinkunst, Revue und Lounge-Musik unterwegs. Sie hatte Auftritte in Vorprogrammen von Künstlern wie Roland Kaiser, Helene Fischer, Matthias Reim, Münchner Freiheit, Olaf Berger und Brunner & Brunner.
2008 erschien ihr erstes eigenes Album „Irgendwann beginnt jetzt“, 2009 folgte ein Weihnachtsalbum inklusive eines Image-Songs für eine Kerzenfirma. Es folgten drei Singles in Eigenproduktion. Sie tritt in verschiedenen Fernsehproduktionen wie  „Heut steppt der Adler“ im RBB, „Silvester-Gala“ und „Berlin aktuell“ im FAB, „RNF Life“ RTL-Regional Rhein-Neckar Fernsehen Mannheim mit eigenen und gecoverten Songs auf. 2010/2011 arbeitete sie an einer eigenen Revue „Merci Kathrin“ mit Premierenvorstellungen im Schatzkistl in Mannheim und im Theater Partout in Lübeck und arbeitete während dieser Zeit mit der Choreografin Regina Weber zusammen.
Seit 2015 konzentriert sich Jantke auf ihre Karriere als Singer-Songwriterin „Clara“.
2018 veröffentlichte Kathrin Clara Jantke eine Benefiz-Single für das erste Brandenburger Kinder-Hospiz „Pusteblume“ der Johanniter, ihrem Plattenlabel „Clara sound“. 2019 erschien ihr Album „Jetzt“ mit eigenen deutschen Popsongs.
2019 komponierte Kathrin Clara Jantke ihren Song Meine Politik. Als der Musikproduzent der RTL Fernsehsendung Let’s Dance, Dieter Kirchenbauer, die Komposition hörte, übernahm er 2020 die Produktion des Songs und des Musikvideos. Das ebenfalls 2020, diesmal unter der Regie ihres Mannes Walter Schönenbröcher entstandene Musikvideo des Songs Mit Dir erreichte internationale Auszeichnungen bei Filmfestivals.

## Diskografie

### Alben
- 2000:  Stimme 2000 – Finalisten (Album)
- 2008:  Irgendwann beginnt jetzt (Album)
- 2019:  Jetzt (Album)

### Singles
- 2009:  Zauberfrau (Single)
- 2009:  Hey DeeJay (Single/Radio Version):
- 2009:  Am ersten Abend (Single/Radio Version)
- 2011:  Ganz Paris träumt von der Liebe (Single)
- 2018:  Pusteblume (Single)
- 2019:  So frei (Single)
- 2020:  Meine Politik (Single)

## Musikvideos
- 2018: Glückliche Menschen – (Album Jetzt)
- 2018: Momente im Leben – (Album Jetzt)
- 2019: Schwerelos – (Album Jetzt)
- 2020: Mit Dir – (Album Jetzt)
- 2020: Meine Politik – (Single)

## Awards
- 2000: Gewinnerin der Stimme 2000 des MDR[21]
- 2019: 3. Platz der Staufer Krone des Baden Württembergischen Komponistenverbands[22]
- 2020: Gewinner in der Kategorie Best Music Video beim Tagore International Film Festival[23]
- 2020: Semi Finalist in der Kategorie Best Music Video bei den New York Cinematoraphy Awards[24]